# Ada (llenguatge de programació)
Ada és un llenguatge de programació estructurat i fortament tipat que fou dissenyat per Jean Ichbiah de CII Honeywell Bull per encàrrec del Departament de Defensa dels Estats Units. És un llenguatge d'ús general, orientat a objectes i concurrent, podent arribar des de la facilitat de Pascal fins a la flexibilitat de C++. El seu nom prové d'Ada Lovelace sovint considerada la primera escriptora de programes d'ordinador.
Fou dissenyat pensant en la seguretat i amb una filosofia orientada a la reducció d'errors comuns i difícils de descobrir. Per això es basa en el tipat fort i en verificacions en temps d'execució (desactivables en benefici del rendiment). La sincronització de tasques es realitza mitjançant la primitiva de comunicació síncrona rendez-vouz (cat.: trobada).
Ada es fa servir principalment en entorns en què es necessita una gran seguretat i fiabilitat, com pot ser la defensa, l'aeronàutica (Boeing o Airbus), la gestió del trànsit aeri (com Indra a l'Estat espanyol) i la indústria aeroespacial (ESA) entre d'altres, en estreta relació amb els Sistemes operatius de Temps Real.

## Programa d'exemple
Aquest programa escriu "Hola, món!" al dispositiu de sortida per defecte (habitualment la línia d'ordres).
```
-- fitxer hola.adb

-- mòduls dels quals depèn

with
 
Ada.Text_IO
;
 

procedure
 
Hola
 
is

 
use
 
Ada.Text_IO
;
 
-- importa espai de noms

begin

 
Put_Line
(
"Hola, món!"
);

end
 
Hola
;

```

Compilació i execució a Linux
```
gnatmake hola.adb
```

```
./hola
```

## Compiladors
Des del Març de 2008 es disposa d'una versió experimental sobre el sistema LLVM.
- GNAT en anglès (GNU NewYorkUniv. Ada Translator) Compilador d'Ada de la sèrie GNU GCC
- Com construir el frontal ADA sobre LLVM Arxivat 2010-06-12 a Wayback Machine. en anglès Frontal ADA per al sistema de compiladors LLVM.

## Característiques
Especificació i API biblioteca estàndard aquí.

### Lèxic
- Tots els identificadors són independents de caixa de lletra (majúscula/minúscula). Abc equival a abc i també a ABC.

### Sintaxi dels blocs de codi
```
function
 
|
 
procedure
 
|
 
declare

 
-- declaracions

begin

 
-- instruccions

exception

 
-- gestors d'excepcions:

 
when
 
E
:
 
TipusExcepcio
 
=>
 
-- tractament

 
when
 
E
:
 
others
 
=>
 
-- tracta altres excepcions

end
 
NomDelBloc
 
;

```

### Tipus
Vegeu refs.
Si no s'especifica un tipus predefinit, es dedueix el tipus base per les clàusules de restricció:
- clàusula range : sencer -- restricció de rang
- clàusula mod : "modulars" (naturals) -- restricció pel valor del mòdul
- clàusula dígits : coma flotant -- precisió
- clàusula delta : coma-fixa (binari si no s'especifica precisió);
  - cas de clàusula dígits addicional a la clàusula delta, llavors és coma-fixa decimal

- range <> -- <> : restricció indefinida:
  - o bé abstracte (paràmetre formal d'un genèric)
  - o bé indica "rang per defecte"
  - o bé "rang segons implementació".

#### sencers
Predefinits:
- sencers: Integer (mínim 16 bits)
- subtipus Long_Integer (mínim 32 bits), opcionalment Long_Long_Integer (64 bits), Short_Integer (16 bits)
- subtipus restringits: Natural [0..), Positive[1..)

```
 
type
 
Recompte
 
is
 
range
 
0
 
..
 
999
 
-- restricció de rang sobre sencers

```

#### aritmètica sense signe (modulars)
- sense signe: rang definit per l'operació mòdul, anomenats modulars.

```
 
type
 
Byte
 
is
 
mod
 
2
**
8

```

#### enumerats (discrets)
- discrets: (enumeració d'identificadors o de caràcters). Predefinits: Boolean, Character

```
 
type
 
Hexa
 
is
 
('
0
',
 
'
9
',
 
'
A
',
 
'
B
',
 
'
C
',
 
'
D
',
 
'
E
',
 
'
F
');
 
 
type
 
Boolean
 
is
 
(
False
,
 
True
)
 
;

 
type
 
Opcions
 
is
 
(
OpcioA
,
 
OpcioB
,
 
OpcioC
)

```

#### coma-flotant
- predefinits: Float (precisió simple de 6 dígits), Long_Float (precisió doble de 15 dígits), ...

```
 
type
 
Percentatge
 
is
 
digits
 
4
 
range
 
0.0
 
..
 
1.0
 
-- coma-flotant precisió amb restricció de rang

```

#### coma-fixa
- coma-fixa binaris o bé decimals quan s'especifica la precisió.
- la clàusula delta precisa el valor incremental (el factor per al valor emmagatzemat), és a dir, la resolució del tipus.
- les operacions entre coma-fixes de delta diferents són més ràpides si les deltes són potència de la base.

```
 
type
 
Durada
 
is
 
delta
 
Resolució_rellotge
 
-- coma-fixa binari

 
type
 
Centim_DEuro
 
is
 
delta
 
0.01
 
digits
 
14
 
-- coma-fixa decimal quan incorpora precisió en dígits,

 
-- pels coma-fixa decimals la delta (resolució) ha d'ésser obligatòriament potència de deu.

```

#### Entrada / Sortida específica per tipus
Els mòduls d'entrada sortida són genèrics. Per imprimir o llegir valors, cal obtenir una instància del genèric adequat per al tipus específic.
```
 
-- instància del genèric 'Integer_IO' per a la precisió Long_Integer

 
package
 
Long_Integer_IO
 
is new
 
Ada.Text_IO.Integer_IO
 
(
Long_Integer
)

 
-- instància del genèric 'Float_IO' per a la precisió Long_Float

 
package
 
Long_Float_IO
 
is new
 
Ada.Text_IO.Float_IO
 
(
Long_Float
)

 
-- instància del genèric 'Fixed_IO' (coma-fixa) per al tipus específic

 
type
 
Kilo_Octet
 
is
 
delta
 
2.0
**
10
 
;

 
package
 
Kilo_Octet_IO
 
is new
 
Ada.Text_IO.Fixed_IO
 
(
Kilo_Octet
)
 
;

 
-- instància del genèric 'Enumeration_IO' per al tipus específic

 
type
 
Discret
 
is
 
(
OPCIO_A
,
 
OPCIO_B
)
 
;

 
package
 
Discret_IO
 
is new
 
Ada.Text_IO.Enumeration_IO
 
(
Discret
)
 
;

 
-- instància del genèric 'Modular_IO' per al tipus específic

 
type
 
Byte
 
is
 
mod
 
2
**
8
 
;

 
package
 
Byte_IO
 
is new
 
Ada.Text_IO.Modular_IO
 
(
Byte
)
 
;

```

#### Atributs
- atributs dels tipus, després d'un apòstrof com el genitiu de l'idioma anglès (per ex.: John's car)[9]

```
-- lectura

 
Positive
'
First
 
-- el primer del tipus

-- escriptura

 
for
 
Tipus
'
Atribut
 
use
 
ValorNouDeLAtribut
 
-- modificació d'atributs actualitzables

```

#### Constructor del tipus i conversions
```
-- constructor i components especificant '(x ,..) l'atribut per defecte: el constructor 

 
K
:
 
Positive
 
:=
 
Positive
'(
10
)
 

-- conversió amb NomDelTipus(expressió)

 
Percentatge
(
Valor
/
100.0
)

```

#### Tipus derivats i subtipus
- tipus derivats: amb new el compilador els discrimina
- categories: subtipus (acceptats en paràmetres del tipus)

```
 
type
 
Poma
 
is
 
new
 
Recompte
 
range
 
0
 
..
 
100

 
subtype
 
OuDeLaDotzena
 
is
 
OuDelGalliner
 
range
 
0
 
..
 
12

```

#### Registres i punters
- registres

```
 
type
 
Registre
 
is
 
record

 
A
,
 
B
 
:
 
Boolean
;

 
Mida
 
:
 
Positive
;

 
end record
;

 
VarR
 
:
 
Registre
 
:=
 
(
A
 
=>
 
False
,
 
B
 
=>
 
True
,
 
Mida
 
=>
 
10
)
 
;

```

- punters (amb access)[10]

```
 
-- Amb ''access''/''access constant'' només poden apuntar dins el propi dipòsit de dades (''storage pool'')

 
type
 
PunterARegistre
 
is
 
[
not_null
]
 
access
 
Registre
 
-- accés RW (només pot apuntar dins el dipòsit de dades del tipus)

 
type
 
PunterARegistre
 
is
 
[
not_null
]
 
access
 
constant
 
Registre
 
-- accés RO

 
-- Amb ''access all'' els punters no tenen restriccions d'apuntament.

 
type
 
PunterARegistre
 
is
 
[
not_null
]
 
access
 
all
 
Registre
 
-- accés RW (all: sense restricció de dipòsit d'apuntament)

```

- Per assignar un nou valor a l'objecte apuntat cal desreferenciar el punter amb .all (equival en C a prefixar un punter amb l'asterisc: * punter)

```
 
punterARegistreTal
.
all
 
:=
 
(
A
 
=>
 
False
,
 
B
 
=>
 
True
,
 
Mida
 
=>
 
10
)
 
;

```

- limited: per al cas d'estructures amb punters, prohibeix les operacions d'assignació (:=) i comparació (=) que ho fan bit a bit (superficials). (Per exemple, la comparació estructural de nodes encadenats no estaria garantida amb (=) doncs només compara bit-a-bit les primeres cel·les)

```
 
type
 
Tupla
 
is
 
record
 
-- no limitat, admet assignació (:=) i comparació bit a bit (=) del registre

 
A
,
 
B
 
:
 
Boolean
;

 
end record
;
 

 
type
 
Llista
 
is
 
limited
 
record
 
-- limitat, assignació (:=) i comparació bit a bit (=) prohibides

 
-- la comparació estructural, quan hi ha punters, no es pot basar 

 
-- en la igualtat bit a bit de la primera cel·la.

 
Cap
:
 
Integer
 
;

 
Cua
:
 
access
 
constant
 
Llista
 
-- PunterALlista 

 
end record
 
;

```

#### Vectors, Tipus paramètrics, Variants
- vectors

```
 
type
 
VectorDeSencers
 
is
 
array
 
(
1
 
..
 
10
)
 
of
 
Integer

 
-- exemple d'ús amb inicialització 

 
-- (el d'índex 1 => 15, el segon 16, altres => valor_per_defecte)

 
VA
:
 
VectorDeSencers
 
:=
 
(
1
 
=>
 
15
,
 
2
 
=>
 
16
,
 
others
 
=>
 
0
)

```

- tipus indexats (dependents de valors)

```
 
type
 
BUFFER
(
MIDA
 
: 
BUFFER_SIZE
 
:=
 
100
)
 
is
 
 
record

 
Posicio
 
:
 
BUFFER_SIZE
 
:=
 
0
;

 
Valor
 
:
 
STRING
(
1
 
..
 
MIDA
);

 
end record
;

```

- registres variants (per codificar tipus de dades algebraic anomenats també tipus suma)

```
 
type
 
TIP_ARBRE
 
is
 
(
FULLA
,
 
BRANCA
)
 
;

 
type
 
ARBRE_DE_SENCERS
(
Constructor
: 
TIP_ARBRE
)
 
is
 
record
 
-- registre variant

 
case
 
Constructor
 
is

 
when
 
FULLA
 
=>
 
dadaFulla
:
 
Integer
 
;

 
when
 
BRANCA
 
=>
 
dadaNus
:
 
Integer
 
;

 
esquerre
,
dreta
:
 
access
 
ARBRE_DE_SENCERS
;
 
-- punters a arbres

 
end
 
case
 
;

 
end record
 
;

```

#### Genèrics - Parametrització de tipus en mòduls, procediments i funcions
- Cal precedir l'element a parametritzar amb la clàusula generic seguida dels paràmetres de tipus.
- Tipus formals: paràmetres formals de tipus en un genèric.

Vegeu exemple #Composició. Mòduls genèrics i Functors.
```
 
generic

 
type
 
Item
 
is
 
private
;
 
-- paràmetre de tipus opac 

 
type
 
Poma
 
is
 
range
 
<>;
 
-- paràmetre de tipus enter, <>: abstracte en el rang 

 
type
 
Mass
 
is
 
digits
 
<>;
 
-- paràmetre de tipus coma flotant, <>: abstracte en la precisió 

 
type
 
Angle
 
is
 
delta
 
<>;
 
-- paràmetre de tipus coma fixa binari, <>: abstracte en la resolució (valor mínim)

 
type
 
Esdeveniment
 
is
 
(<>);
 
-- paràmetre de tipus enumerable (pels parèntesis) <>: abstracte en els valors

 
type
 
Buffer
(
Length
 
: 
Natural
)
 
is
 
limited
 
private
;
 
-- paràmetre de tipus indexat 

 
-- (limited: assig. i comparació superficials prohibides (quan hi ha punters)) (private: opac)

 
type
 
Table
 
is
 
array
 
(
Esdeveniment
)
 
of
 
Item
;
 
-- paràmetre de tipus vector amb tipus d'elements i d'índex declarats prèviament

```

### Depuració, Assercions i Contractes

#### Assercions
Des de l'Ada2005.
```
pragma
 
Assert
([
Check
 
=>]
 
boolean_expression
[,
 
[
Message
 
=>]
 
string_expression
]);

```

havent afegit la següent pragma de configuració a l'inici del fitxer o al fitxer de configuració del projecte gnat.adc
pragma Assertion_Policy(Check) ;

#### Precondicions i Postcondicions
Des de l'Ada2012.
```
generic

 
type
 
Elem
 
is
 
private
;

package
 
Piles
 
is

 
type
 
Pila
 
is
 
private
;

 
function
 
Es_Buit
(
S
: 
Pila
)
 
return
 
Boolean
;

 
function
 
Es_Ple
(
S
: 
Pila
)
 
return
 
Boolean
;

 
procedure
 
Apila
(
S
: 
in
 
out
 
Pila
;
 
X
: 
in
 
Elem
)

 
with

 
Pre
 
=>
 
not
 
Es_Ple
(
S
),

 
Post
 
=>
 
not
 
Es_Buit
(
S
);

 
procedure
 
Desapila
(
S
: 
in
 
out
 
Pila
;
 
X
: 
out
 
Elem
)

 
with

 
Pre
 
=>
 
not
 
Es_Buit
(
S
),

 
Post
 
=>
 
not
 
Es_Ple
(
S
);

private

 
...

end
 
Stacks
;

```

### API estàndard i predefinits
- API biblioteca estàndard.[6]
- Atributs dels tipus estàndard.[9]
- Elements predefinits (mòdul Ada.Standard)[13]

### Gestió de memòria
Ada permet a l'usuari un control fi de la gestió de memòria així com definir els seus propis gestors.

#### Tipus de gestors
Gestors d'allotjament de mem. dinàmica (Storage_Pool) assignables a diferents tipus de dades

##### Munt d'allotjament (ang:heap) principal de vida il·limitada
Amb el tipus de gestor Unbounded_No_Reclaim de System.Pool_Global
Segons la ref. el recol·lector de brossa no hi passa. Al codi, però no a l'estàndard, hi diu: Allotjament per defecte dels tipus de punters declarats globalment. GNAT de GNU permet associar-hi un recol·lector de brossa recompilant GCC amb --enable-objc-gc incorporant la biblio. libobjc-gc.a si l'arquitectura la suporta.

##### Munt d'allotjament amb vida associada a un àmbit
Amb el tipus de gestor Unbounded_Reclaim_Pool de System.Pool_Local.
Quan l'execució surt de l'àmbit on el munt (Storage Pool) està definit, se'n reclama la memòria. Al codi, però no a l'estàndard, hi diu: Allotjament per defecte dels tipus de punters declarats localment. Sembla que era una pràctica en alguns compiladors de l'Ada83. AdaCore parla d'associació explícita. Vegeu exemple #Allotjament dinàmic i Memòria d'àmbit.
 Local_Pool: System.Pool_Local.Unbounded_Reclaim_Pool; -- munt reclamat en sortir de l'àmbit

 for Punter_A_T'Storage_Pool use Local_Pool ;

 -- en sortir de l'àmbit, el Local_Pool queda inaccessible
 -- i se n'executa automàticament el mètode ''Finalize'' que n'allibera la memòria.

##### Munt d'allotjament a la pila
Amb tipus de gestor Stack_Bounded_Pool de System.Pool_Size, per reservar memòria dinàmica a la pila de manera acotada.
Allotja elements d'un únic tipus. El manual de AdaCore diu que aquest mòdul no està pensat per un ús directe per l'usuari, i que és el que es fa servir automàticament quan s'especifica el nombre d'elements per al tipus de punter.
 for Punter_A_T'Storage_Size use 10_000; -- reserva un Stack_Bounded_Pool per a 10000 elems. del tipus

#### Tipus de punters
- Punters (clàusula access) restringits a apuntar només a elements de l'Storage_Pool associat al seu tipus.[14]

```
type
 
Punter_A_Sencer
 
is
 
access
 
Integer
 
;

for
 
Punter_A_Sencer
'
Storage_Pool
 
use
 
Nom_del_Pool
;
 
-- assignació de Storage_Pool específic a un tipus

```

- Punters no restringits (clàusula: access all): permet apuntar a elements de qualsevol Storage_Pool
- Punters amb accés de només lectura (clàusula: access constant)[22]

aliasedQualificador per indicar que un element d'una estructura pot ser accedit per punter i evitar que l'optimitzador del compilador l'empaqueti.

#### Registres amb membres punters i restricció de còpia/comparació superficials
- Les operacions d'assignació (:=) i comparació (=) són superficials (bit a bit), no tenen en compte si el registre conté punters.

- Es pot retornar un registre (tipus compost) com a resultat d'una funció.

- El qualificador limited: prohibeix assignacions i comparacions superficials (bit a bit) per a tipus que designin estructures de més profunditat (per quan hi ha punters, per ex. llistes encadenades).[24]

#### Allotjament i desallotjament de dades referides per punters
newallotjament amb new Punter_A_Tipus,
Unchecked_Deallocationalliberament amb Unchecked_Deallocation similar al Free() del C/C++ Vegeu exemple #Allotjament dinàmic i Memòria d'àmbit

#### Directives de compilació (Pragma) relacionades amb la memòria
Pragma ControlledPragma per evitar que el recol·lector de memòria brossa (si l'habilitem), gestioni un determinat tipus
VolatilePragma per indicar que un element de memòria pot ser modificat externament i cal llegir-lo a memòria cada vegada evitant optimitzacions.
AtomicPragma per forçar la lectura i escriptura de manera atòmica (no interrompible i respectant l'ordre a les CPU's de procés especulatiu(ang: out-of-order CPU))

### Orientació a objectes
- Classes d'objectes formades per
- # un tipus tagged (etiquetat), descrit a la implementació com a registre amb els camps de l'objecte.
- # procediments i funcions de la instància quan el primer paràmetre és la instància del tipus definit.
- # procediments i funcions estàtiques (de la classe) quan no duen la instància com a primer paràmetre.
- Els procediments i funcions a nivell de paquet són heretables (virtuals).
- Per definir generadors i altres funcions com a no-heretables cal fer-ho en un submòdul.

```
package
 
Persona
 
is

 
type
 
Objecte
 
is
 
tagged
 
-- ''etiquetat'' (defineix el tipus com a constitutiu de classe)

 
private
 
;
 
-- private: definició opaca dels camps

 
procedure
 
MètodeDeLaInstància
 
(
This
 
: 
Objecte
);
 
-- la instància és el primer paràmetre

 
procedure
 
MètodeEstàtic
 
(
Param
: 
Integer
);
 
-- no duu la instància com a primer paràmetre

 
function
 
To_String
(
This
: 
Objecte
)
 
return
 
String
;
 
-- per a l'exemple a ''herència''

 
-- submòdul 

 
package
 
Eines
 
is

 
-- Generadors i Funcions que no volem que s'heretin han d'estar en un submòdul.

 
function
 
Nou_Persona
 
(...)
 
return
 
Objecte
 
;

 
end
 
Eines
 
;

private

 
type
 
Objecte
 
is
 
tagged
 
record
 
-- camps de dades del tipus de la classe

 
Nom
 
:
 
String
 
(
1
 
..
 
10
);

 
Gènere
 
:
 
Tipus_Gènere
;

 
end record
;

end
 
Persona
;

```

Vegeu exemple.

#### herència
- qualificatiu overriding per redefinir un procediment o funció
- per referir-se al mètode homònim de la classe base, cal caracteritzar la instància amb el tipus del pare, mitjançant una conversió de tipus: Tipus_del_pare(This).

```
with
 
Persona
;

package
 
Programador
 
is

 
type
 
Objecte
 
is
 
new
 
Persona
.
Objecte
 
-- nou tipus ''Objecte'' derivat de Persona.Objecte

 
with
 
private
;
 
-- opac, definit a l'àrea privada

 
overriding
 
function
 
To_String
(
This
: 
Objecte
)
 
return
 
String
;
 

 
type
 
Llenguatge
 
is
 
(
LLENG_ADA
,
 
HASKELL
,
 
OCAML
);
 
-- ADA és paraula reservada

 
package
 
Eines
 
is
 
-- submòdul per a funcions no heretables

 
function
 
Nou_programador
 
(
pers
: 
Persona
.
Objecte
;
 
esp
: 
Llenguatge
)
 
return
 
Objecte
 
;

 
end
 
Eines
 
;

private

 
type
 
Objecte
 
is
 
new
 
Persona
.
Objecte
 
with
 
-- objecte derivat del tipus de la superclasse

 
record
 
-- ampliació del registre de camps 

 
Especialitat
 
:
 
Llenguatge
;

 
end record
;

end
 
Programador
;

```

```
-- implementació

with
 
Ada.Text_IO
 
;

with
 
Ada.Strings
 
;

package
 
body
 
Programador
 
is

 
package
 
body
 
Eines
 
is

 
function
 
Nou_programador
 
(
pers
: 
Persona
.
Objecte
;
 
esp
: 
Llenguatge
)
 
return
 
Objecte
 
is

 
begin

 
return
 
Objecte
'(
pers
 
with
 
Especialitat
 
=>
 
esp
);
 
-- extensió de registre

 
end
 
;

 
end
 
Eines
 
;

 
package
 
Llenguatge_IO
 
is new
 
Ada.Text_IO.Enumeration_IO
 
(
Llenguatge
)
 
;

 
function
 
To_String
(
This
: 
Objecte
)
 
return
 
String
 
is

 
str_Esp
:
 
String
 
(
1.
.
20
)
 
;

 
begin

 
Llenguatge_IO
.
Put
(
To
 
=>
 
str_Esp
,
 
Item
 
=>
 
This
.
Especialitat
)
 
;

 
return
 
(
Persona
.
To_String
(
-- crida al mateix mètode, a la superclasse

 
Persona
.
Objecte
(
This
))
 
-- caracterització a la superclasse

 
&
 
"; Especialitat: "
 
&
 
str_Esp
)
 
;

 
end
 
;

 
...

end
 
Programador
 
;

```

#### Constructors, Destructors i Clonadors
Per fer una gestió fina de la memòria cal que els tipus implementin les classes Controlled o bé Limited_Controlled, que proporcionen mètodes per intervenir en les ops. de lligar un objecte a una variable i en deslligar-lo.
Sobre aquestes classes abstractes s'hi pot implementar, si hom vol, un mecanisme d'alliberament per comptador de referències. Com a l'exemple més avall.
El mòdul Ada.Finalization incorpora les classes abstractes Controlled i Limited_Controlled que ofereixen mètodes cridats automàticament en inicialitzar, en assignar, i en sortir de l'àmbit les variables dels tipus de les classes que se'n derivin. Vegeu refs.
- Classe Controlled: amb mètodes abstractes Initialize, Adjust i Finalize (cridats respectivament de manera automàtica,

1. Initialize, cridat en la declaració de variables del tipus quan no s'inicialitzen.
2. Finalize, cridat en deslligar l'objecte de la variable, perquè, o bé se li ha assignat un altre valor a la variable, o bé la variable surt de l'àmbit.
3. Adjust, cridat en lligar un objecte a una variable en les assignacions, per quan hi ha punters, poder completar la clonació d'una estructura després de la còpia superficial (bit a bit) de la primera ceŀla que el compilador genera.

- Classe Limited_Controlled: Inclou Initialize, i Finalize però no Adjust.

- En els mètodes Adjust i Finalize s'hi pot implementar un comptador de referències com a  l'exemple proposat.

#### Tipus definits per signatures (Interface)
Des de l'Ada2005.
```
package
 
Imprimible
 
is

 
type
 
Objecte
 
is
 
interface
;

 
procedure
 
Imprimeix
 
(
This
 
: 
Objecte
)
 
is
 
abstract
;
 
-- is abstract => cal implementar-lo en classes derivades.

 
procedure
 
UnAltreMètode
 
(
This
 
: 
Objecte
)
 
is
 
null
;
 
-- is null => buit, no requereix implem. en classes derivades.

end
 
Imprimible
;

```

```
with
 
Programador
 
;

with
 
Imprimible
 
;

package
 
ProgramadorAmbImprimible
 
is

 
type
 
Objecte
 
is
 
new
 
Programador
.
Objecte
 
-- derivat de Programador.Objecte

 
and
 
Imprimible
.
Objecte
 
-- i també de Imprimible.Objecte

 
with
 
private
;
 

 
procedure
 
Imprimeix
 
(
This
 
: 
Objecte
)
 
;
 
-- redefineix el procediment virtual (abstracte a Imprimible)

private
 
 
-- declaració privada

end
 
ProgramadorAmbImprimible
 
;

package
 
body
 
ProgramadorAmbImprimible
 
is

 
procedure
 
Imprimeix
 
(
This
 
: 
Objecte
)
 
is
 
-- implementa Imprimible 

 
begin

 
...

 
end
 
;

end
 
ProgramadorAmbImprimible
 
;

```

### Concurrència
- Fils d'execució:
  - La clàusula task designa un fil d'execució que engega tot just en acabar d'inicialitzar la construcció que l'enclou. (exemple).
  - La seva definició inclourà els canals d'entrada (Entry) del fil d'execució.

- Exclusió mútua i espera condicionada (POSIX condition variables): La construcció Protected incorpora un monitor a l'estructura. (exemple)

- Transferència de control asíncrona: La clàusula select {esdeveniment} then-abort procediment pot incloure un procediment que es cancel·larà en el moment que s'esdevingui algun dels esdeveniments especificats al select.(exemple)[33]

### Compilació
- Compilació: compila l'arbre de paquets obtingut de les clàusules d'importació with Nom_Paquet;

```
gnatmake
 
hola.adb

```

- Compilació separada:

```
gcc
 
-c
 
hola.adb
gnatbind
 
hola
 
# genera b~hola.ads i .adb que conté el ''package ada_main'' autogenerat de l'aplicació.

gnatlink
 
hola

```

#### Fitxer de configuració del projecte
- El fitxer gnat.adc es pot establir per contenir Pragmes de Configuració del projecte del directori.[34] El compilador cercarà el fitxer de configuració al directori de treball.

#### L'ordre d'inicialització dels mòduls
El mòdul autogenerat ada_main inclou els procediments d'inicialització adainit i de tancament adafinal. El procediment adainit executa la inicialització de cada mòdul en l'ordre deduït de les clàusules with i les pragmes Elaborate.
Vegeu ref.
- gnatbind: genera els fitxers .ads i .adb que conté el mòdul ada_main, amb nom de fitxer obtingut prefixant amb b~ el nom del mòdul principal.

L'ordre d'inicialització es pot alterar quan a un mòdul li convé que un altre s'inicialitzi abans, especificant-ho amb la pragma Elaborate o Elaborate_All.
```
 
-- força la inicialització prèvia del mòdul_M i els mòduls que importi.

 
-- alterant l'ordre d'exec. de les inicialitzacions al procés autogenerat ''adainit''

 
Pragma
 
Elaborate_All
 
(
mòdul_M
)

```

#### Generació de biblioteques
En cas de voler generar una biblioteca en comptes d'un executable, caldrà fer un programa principal de pega que cridi a les rutines de la biblioteca i extreure'n del mòdul principal generat (ada_main) els processos d'inicialització i tancament adainit i adafinal que inclourem a les rutines d'inicialització i finalització de la biblioteca de relligat dinàmic (.dll o bé .so), nom_biblioinit i nom_bibliofinal.

## JGNAT a laMàquina Virtual Java
AdaCore, mantenidor del compilador GNAT, disposa a la pàgina de descàrregues de codi obert d'una versió per a "jvm-windows" que també funciona sobre Linux mitjançant l'emulador Wine excepte pels caràcters no anglosaxons (la codif. de caràcters és Latin-1 a Windows i UTF-8 a GNU/Linux).
Compilació a GNU/Linux:
```
 
wineconsole
 
--backend
=
curses
 
cmd

 
jvm-gnatmake
 
-gnat05
 
principal

 
exit

```

Execució (a la consola Unix):
```
 
export
 
JGNAT_JAR
=
~/.wine/drive_c/GNAT/2010/lib/jgnat.jar

 
java
 
-cp
 
.:
$JGNAT_JAR
 
principal

```

## Exemples

### Composició. Mòduls genèrics i Functors
- La biblio paramètrica en tipus i operacions (funció d'un tipus T i d'una op. formal Producte) :

```
-- fitxer la_meva_biblio.ads -- signatura

generic
 
 
type
 
T
 
is
 
private
;
 
-- paràmetre de tipus (''private'': tipus opac)

 
with
 
function
 
Producte
 
(
X
,
 
Y
:
 
T
)
 
return
 
T
;
 
-- paràmetre funció

 
-- el param. actual ha de coincidir en la signatura de la funció

package
 
La_Meva_Biblio
 
is

 
function
 
Quadrat
 
(
x
:T)
 
return
 
T
 
;

end
 
La_Meva_Biblio
 
;

```

```
-- fitxer la_meva_biblio.adb -- implementació

package
 
body
 
La_Meva_Biblio
 
is

 
-- implementa Quadrat basat en la funció Producte que és paràmetre del genèric

 
function
 
Quadrat
 
(
x
:T)
 
return
 
T
 
is

 
begin

 
return
 
Producte
 
(
x
,
 
x
)
 
;

 
end
 
quadrat
 
;

end
 
La_Meva_Biblio
 
;

```

- Un Functor (mòdul amb un mòdul abstracte com a paràmetre formal). Transformarà instàncies que implementin La_Meva_Biblio.

```
-- fitxer el_meu_functor.ads -- signatura

with
 
La_Meva_Biblio
 
;

generic
 
 
with
 
package
 
Biblio
 
is
 
new
 
La_Meva_Biblio
 
(<>);
 
-- mòdul formal. cal que el mòdul paràmetre actual n'implementi la signatura

 
-- en aquest cas, cal que sigui derivat de La_Meva_Biblio

 
-- <>: indefinit en la parametrització (abstracte)

package
 
El_meu_functor
 
is

 
use
 
Biblio
;
 
-- incorpora l'espai de noms del mòdul formal

 
function
 
Cub
(
x
: 
T
)
 
return
 
T
 
;

 
function
 
Quadrat
(
x
: 
T
)
 
return
 
T
 
renames
 
Biblio
.
quadrat
;
 
-- publica una funció del mòdul formal

end
 
El_meu_functor
 
;

```

```
-- fitxer el_meu_functor.adb -- implementació

package
 
body
 
El_Meu_Functor
 
is

 
function
 
Cub
 
(
x
:T)
 
return
 
T
 
is

 
begin

 
return
 
Producte
 
(
Quadrat
(
x
),
 
x
)
 
;

 
end
 
;

end
 
El_Meu_Functor
 
;

```

- El principal:

```
-- fitxer principal.adb

-- paquets per relligar amb el ''linker''

with
 
La_Meva_Biblio
 
;

with
 
El_Meu_Functor
 
;

with
 
Ada.Text_IO
;
 

procedure
 
Principal
 
is

 
-- nom curt per al mòdul

 
package
 
TextIO
 
renames
 
Ada.Text_IO
 
;

 
-- instanciem mòduls genèrics per a l'entrada/sortida dels tipus primitius per als tipus concrets

 
package
 
IntIO
 
is new
 
Ada.Text_IO.Integer_IO
 
(
Integer
);
 
-- Integer_IO per a precisió Integer

 
package
 
LFloatIO
 
is new
 
Ada.Text_IO.Float_IO
 
(
Long_Float
)
 
;
 
-- Float_IO per a precisió Long_Float

 
package
 
BoolIO
 
is new
 
Ada.Text_IO.Enumeration_IO
 
(
Boolean
)
 
;
 
-- Enumeration_IO per al cas Boolean

 
-- instanciem biblioteques

 
package
 
La_Meva_Biblio_sobre_Sencers
 
is new
 
La_Meva_Biblio
(
T
 
=>
 Integer
,
 
Producte
 
=>
 "
*
"
)
 
;

 
package
 
La_Meva_Biblio_sobre_Reals
 
is new
 
La_Meva_Biblio
(
T
 
=>
 Long_Float
,
 
Producte
 
=>
 "
*
"
)
 
;

 
package
 
El_Meu_Functor_sobre_Sencers
 
is new
 
El_Meu_Functor
(
La_Meva_Biblio_sobre_Sencers
)
 
;

 
package
 
El_Meu_Functor_sobre_Reals
 
is new
 
El_Meu_Functor
(
La_Meva_Biblio_sobre_Reals
)
 
;

 
-- declaració variables

 
i
 
:
 
constant
 
Integer
 
:=
 
2
 
;

 
j
,
k
 
:
 
Integer
 
;

 
x
 
:
 
constant
 
Long_Float
 
:=
 
2.0
 
;

 
y
,
z
 
:
 
Long_Float
 
;

 
comprovacio
:
 
Boolean
 
;

begin

 
j
 
:=
 
La_Meva_Biblio_sobre_Sencers
.
Quadrat
(
i
)
 
;

 
y
 
:=
 
La_Meva_Biblio_sobre_Reals
.
Quadrat
(
x
)
 
;

 
k
 
:=
 
El_Meu_Functor_sobre_Sencers
.
Cub
(
i
)
 
;

 
z
 
:=
 
El_Meu_Functor_sobre_Reals
.
Cub
(
x
)
 
;

 
TextIO
.
Put
(
"Quadrat i Cub de 2 Integer, i comprovació:"
);

 
IntIO
.
Put
(
j
,
 
Width
 
=>
 
4
);
 
-- format: %4d

 
IntIO
.
Put
(
k
,
 
4
)
 
;

 
comprovacio
 
:=
 
j
 
=
 
El_Meu_Functor_sobre_Sencers
.
Quadrat
(
i
)
 
;

 
TextIO
.
Put
(
" "
)
 
;

 
BoolIO
.
Put
(
comprovacio
)
 
;

 
TextIO
.
New_Line
(
Spacing
 
=>
 
2
);
 
-- spacing: nombre de salts de línia

 
TextIO
.
Put
(
"Quadrat i Cub de 2.0 Long_Float, i comprovació:"
);

 
LFloatIO
.
Put
(
y
,
 
Fore
 
=>
 
3
,
 
Aft
 
=>
 
2
,
 
Exp
 
=>
 
0
);
 
-- format: %3.2f; Exp (dígits exponent)

 
LFloatIO
.
Put
(
z
,
 
3
,
 
2
,
 
0
)
 
;

 
comprovacio
 
:=
 
y
 
=
 
El_Meu_Functor_sobre_Reals
.
Quadrat
(
x
)
 
;

 
TextIO
.
Put
(
" "
)
 
;

 
BoolIO
.
Put
(
comprovacio
)
 
;

 
TextIO
.
New_Line
;
 

end
 
Principal
;

```

Compila i executa:
```
 
gnatmake
 
principal.adb

 
./principal

```

dona el resultat:
```
Quadrat i Cub de 2 Integer, i comprovació: 4 8 TRUE

Quadrat i Cub de 2.0 Long_Float, i comprovació: 4.00 8.00 TRUE

```

### Composició enO.O.- Parametritzant per tipus d'objecte
Parametritzant per tipus d'objecte amb requeriments de superclasse i interfaces
- Les constants de configuració de l'aplicació

```
-- fitxer definicions.ads

package
 
Definicions
 
is

 
TITOL_APLICACIO
 
:
 
constant
 
String
 
:=
 
"Títol_aplicació"
 
;

end
 
Definicions
 
;

```

- L'interface :

```
-- fitxer imprimible.ads -- només signatura

package
 
Imprimible
 
is

 
type
 
Objecte
 
is
 
interface
 
;

 
procedure
 
Imprimeix
(
obj
: 
Objecte
)
 
is
 
abstract
;
 
-- is abstract => cal redefinir-lo en la classe derivada

 
-- procedure Imprimeix(obj: Objecte) is null; -- is null => no implementat, no és obligat redefinir-lo

end
 
Imprimible
 
;

```

- La biblio paramètrica en un tipus descendent d'un tipus d'objecte i amb requeriment d'interface

```
-- fitxer la_meva_biblio.ads -- signatura

with
 
Persona
 
;

with
 
Imprimible
 
;

generic
 
 
type
 
T
 
is
 
new
 
Persona
.
Objecte
 
and
 
Imprimible
.
Objecte
 
with
 
private
;
 
-- tipus formal 

 
-- (cal que sigui derivat de Persona.Objecte 

 
-- i que implementi Imprimible.Objecte)

package
 
La_Meva_Biblio
 
is

 
procedure
 
ImprimeixISaltaLinia
 
(
obj
:T)
 
;

end
 
La_Meva_Biblio
 
;

```

```
-- fitxer la_meva_biblio.adb -- implementació

with
 
Ada.Text_IO
 
;

with
 
Ada.Text_IO.Bounded_IO
 
;

with
 
Ada.Strings
 
;

with
 
Ada.Strings.Bounded
;

package
 
body
 
La_Meva_Biblio
 
is

 
MAX_BUF
 
:
 
constant
 
Integer
 
:=
 
20
 
;

 
package
 
SB_Buf
 
is new
 
Ada.Strings.Bounded.Generic_Bounded_Length
 
(
MAX_BUF
)
 
;

 
package
 
SB_Buf_IO
 
is new
 
Ada.Text_IO.Bounded_IO
(
SB_Buf
)
 
;

 
package
 
TextIO
 
renames
 
Ada.Text_IO
 
;

 
títol
:
 
SB_Buf
.
Bounded_String
 
;

 
procedure
 
ImprimeixISaltaLinia
 
(
obj
:T)
 
is

 
begin

 
SB_Buf_IO
.
Put
 
(
títol
)
 
;

 
Imprimeix
 
(
obj
)
 
;

 
TextIO
.
New_Line
(
Spacing
 
=>
 
1
)
 
;

 
end
 
ImprimeixISaltaLinia
 
;

begin
 
-- inicialització de mòdul

 
-- útil per inicialitzacions que depenen d'un altre mòdul

 
títol
 
:=
 
SB_Buf
.
To_Bounded_String
(
Definicions
.
TITOL_APLICACIO
 
&
 
": "
)
 
;

end
 
La_Meva_Biblio
 
;

```

- La classe arrel Persona (incorpora un constructor i un mètode Put_To_String(obj))

```
-- fitxer persona.ads -- signatura

with
 
Ada.Strings.Bounded
;
 
-- cadenes de text acotades

package
 
Persona
 
is

 
type
 
Objecte
 
is
 
tagged
 
private
;
 
-- ''tagged'': objectes, ''private'': opac, definit a l'àrea privada

 
function
 
Put_To_String
(
obj
: 
Objecte
)
 
return
 
String
 
;

 
package
 
Eines
 
is
 
-- mòdul niuat per a les funcions que no volem virtuals (heretables)

 
function
 
Nou_Persona
(
nom
: 
String
;
 
edat
: 
Integer
)
 
return
 
Objecte
 
;

 
end
 
Eines
 
;

 
MAX_NOM
 
:
 
constant
 
integer
 
:=
 
16
 
;

 
package
 
SB_Nom
 
is new
 
Ada.Strings.Bounded.Generic_Bounded_Length
 
(
MAX_NOM
)
 
;

private
 
 
type
 
Objecte
 
is
 
tagged
 
record

 
Nom
:
 
SB_Nom
.
Bounded_String
 
;

 
Edat
:
 
Integer
 
;

 
end record
 
;

end
 
Persona
;

```

```
-- fitxer persona.adb -- implementació

with
 
Ada.Text_IO
 
;

with
 
Ada.Strings
 
;

with
 
Ada.Strings.Fixed
 
;

with
 
Ada.Strings.Bounded
 
;

package
 
body
 
Persona
 
is

 
package
 
IntIO
 
is new
 
Ada.Text_IO.Integer_IO
 
(
Integer
)
 
;

 
package
 
body
 
Eines
 
is
 
-- mòdul niuat per les funcions que no volem virtuals (heretables)

 
function
 
Nou_Persona
(
nom
: 
String
;
 
edat
: 
Integer
)
 
return
 
Objecte
 
is

 
begin

 
return
 
Persona
.
Objecte
'(
Nom
 
=>
 
Persona
.
SB_Nom
.
To_Bounded_String
(
nom
)

			
,
 
Edat
 
=>
 
edat

			
)
 
;

 
exception

 
when
 
E
:
 
Ada
.
Strings
.
Length_Error
 
=>

 
Ada
.
Text_IO
.
Put
(
"error: nom massa llarg, màxim: "
)
 
;

 
IntIO
.
Put
(
MAX_NOM
)
 
;

 
Ada
.
Text_IO
.
New_Line
(
1
)
 
;

 
raise
 
;

 
end
 
Nou_Persona
 
;

 
end
 
Eines
 
;

-----------------------

 
function
 
Put_To_String
(
obj
: 
Objecte
)
 
return
 
String
 
is

 
MAX_BUF
 
:
 
constant
 
Integer
 
:=
 
40
 
;

 
package
 
SB_Buf
 
is new
 
Ada.Strings.Bounded.Generic_Bounded_Length
 
(
MAX_BUF
)
 
;

 
sb_buf1
:
 
SB_Buf
.
Bounded_String
 
;

 
buf2
:
 
String
 
(
1
 
..
 
10
)
 
;

 
use
 
SB_Buf
;
 
-- incorpora espai de noms

 
use
 
Ada.Strings
 
;

 
begin

 
sb_buf1
 
:=
 
To_Bounded_String
(
SB_Nom
.
To_String
(
obj
.
nom
))
 
;

 
IntIO
.
Put
 
(
To
 
=>
 
buf2
,
 
Item
 
=>
 
obj
.
edat
)
 
;

 
return
 
To_String
(
sb_buf1
 
&
 
" "
 
&
 
Fixed
.
Trim
(
buf2
,
 
Left
))
 
;

 
end
 
Put_To_String
 
;

end
 
Persona
;

```

- La classe derivada Programador: implementa l'interface i, a banda, incorpora un constructor i sobrescriu el mètode Put_To_String(obj).

```
-- fitxer programador.ads -- signatura

with
 
Persona
 
;

with
 
Imprimible
 
;

package
 
Programador
 
is

 
type
 
Objecte
 
is
 
new
 
Persona
.
Objecte
 
-- deriva de Persona.Objecte 

 
and
 
Imprimible
.
Objecte
 
-- i també de Imprimible.Objecte

 
with
 
private
;
 
-- extensió de camps opaca (a l'àrea privada)

 
overriding
 
function
 
Put_To_String
(
obj
: 
Objecte
)
 
return
 
String
;
 
-- sobrescriu mètode de la superclasse

 
procedure
 
Imprimeix
 
(
obj
: 
Objecte
)
 
;

 
type
 
Llenguatge
 
is
 
(
LLENG_ADA
,
 
HASKELL
,
 
OCAML
,
 
SCALA
);
 
-- LLENG_ADA doncs ADA és nom reservat

 
package
 
Eines
 
is
 
-- mòdul niuat per les funcions que no volem virtuals (heretables)

 
function
 
Nou_Programador
(
nom
: 
String
;
 
edat
: 
Integer
;
 
especialitat
: 
Llenguatge
)
 
		 
return
 
Objecte
 
;

 
end
 
Eines
 
;

private

 
type
 
Objecte
 
is
 
new
 
Persona
.
Objecte
 
and
 
Imprimible
.
Objecte
 
with
 
record
 
-- extensió de registre de camps

 
Especialitat
:
 
Llenguatge
 
;

 
end record
;
 

end
 
Programador
;

```

```
-- fitxer programador.adb -- implementació

with
 
Ada.Text_IO
 
;

with
 
Ada.Strings
 
;

with
 
Ada.Strings.Bounded
 
;

package
 
body
 
Programador
 
is

 
package
 
body
 
Eines
 
is
 
-- mòdul niuat per les funcions que no volem virtuals (heretables)

 
function
 
Nou_Programador
(
nom
: 
String
;
 
edat
: 
Integer
;
 
especialitat
: 
Llenguatge
)
 
		 
return
 
Objecte
 
is

 
begin

 
return
 
Objecte
'(
Persona
.
Eines
.
Nou_Persona
(
nom
,
 
edat
)
 
with
 
Especialitat
 
=>
 
especialitat
)
 
;

 
end
 
Nou_Programador
 
;

 
end
 
Eines
 
;

------------

 
function
 
Put_To_String
(
obj
: 
Objecte
)
 
return
 
String
 
is

 
package
 
Llenguatge_IO
 
is new
 
Ada.Text_IO.Enumeration_IO
(
Llenguatge
)
 
;

 
MAX_BUF
 
:
 
constant
 
Integer
 
:=
 
60
 
;

 
package
 
SB_Buf
 
is new
 
Ada.Strings.Bounded.Generic_Bounded_Length
 
(
MAX_BUF
)
 
;

 
sb_buf1
:
 
SB_Buf
.
Bounded_String
 
;

 
buf2
:
 
String
 
(
1
 
..
 
12
)
 
;

 
use
 
SB_Buf
;
 
-- incorpora espai de noms

 
begin

 
sb_buf1
 
:=
 
To_Bounded_String
(

 
Persona
.
Put_To_String
(
-- crida al mètode homònim de la superclasse

 
Persona
.
Objecte
(
obj
)
 
-- cal fer un ''up-cast'' (caracterització) de l'objecte 

 
-- al supertipus corresp. al mètode

))
 
;

 
Llenguatge_IO
.
Put
(
buf2
,
 
obj
.
especialitat
)
 
;

 
return
 
To_String
(
sb_buf1
 
&
 
" "
 
&
 
buf2
)
 
;

 
end
 
Put_To_String
 
;

------------

 
procedure
 
Imprimeix
 
(
obj
: 
Objecte
)
 
is

 
package
 
TextIO
 
renames
 
Ada.Text_IO
 
;

 
begin

 
TextIO
.
Put
 
(
"Programador: "
)
 
;

 
TextIO
.
Put
 
(
Put_To_String
(
obj
))
 
;

 
end
 
Imprimeix
 
;

end
 
Programador
;

```

- Principal:

```
-- fitxer principal.adb

with
 
La_Meva_Biblio
 
;

with
 
Programador
 
;

procedure
 
Principal
 
is

 
package
 
La_Meva_Biblio_ProgImp
 
is new
 
La_Meva_Biblio
(
T
 
=>
 Programador.Objecte
)
 
;

 
obj
 
:
 
Programador
.
Objecte
 
;

 
use
 
Programador
;
 
-- incorpora espai de noms del mòdul

 
use
 
La_Meva_Biblio_ProgImp
 
;

begin

 
obj
 
:=
 
Eines
.
Nou_Programador
(
"Gabriel"
,
 
59
,
 
Especialitat
 
=>
 
HASKELL
)
 
;

 
ImprimeixISaltaLinia
(
obj
)
 
;

end
 
Principal
;

```

Compila i executa:
```
 gnatmake principal.adb
 ./principal

```

### Comunicació síncrona (rendez-vous)
Vegeu ref.
```
task
:
 
fil
 
d
'
execució
 
(
ang
:
 
''
thread
'')

```

```
entry
:
 
canal
 
d
'
entrada
 
(
bústia
 
de
 
comunicació
 
amb
 
cua
 
de
 
missatges
)

```

```
(
when
 
condició
 
=>
 
accept
 
canal
)
 
:
 
entrada
 
del
 
canal
 
amb
 
guarda
 
(
procés
 
condicionat
)

```

Activació de tasques
```
-- fitxer prova.adb

with
 
Ada.Strings
 
;

with
 
Ada.Strings.Fixed
 
;

with
 
Ada.Strings.Bounded
 
;

with
 
Ada.Text_IO
 
;

with
 
Ada.Text_IO.Bounded_IO
 
;

procedure
 
Prova
 
is

 
package
 
TextIO
 
renames
 
Ada.Text_IO
 
;

 
str1
 
:
 
String
 
:=
 
"abcdefghi"
 
;

 
MAX_BUF
 
:
 
constant
 
Integer
 
:=
 
str1
'
Last
 
;

 
package
 
SB_Buf
 
is new
 
Ada.Strings.Bounded.Generic_Bounded_Length
 
(
MAX_BUF
)
 
;

 
package
 
SB_Buf_IO
 
is new
 
Ada.Text_IO.Bounded_IO
(
SB_Buf
)
 
;

 
sb_buf2
 
:
 
SB_Buf
.
Bounded_String
 
;

 
type
 
T_ESTAT
 
is
 
range
 
1.
.(
MAX_BUF
 
+
1
)
 
;

 
task
 
Automata
 
is
 
-- task és fil d'execució (''thread'')

 
entry
 
Llegeix
(
ch
: 
in
 
Character
);
 
-- canal d'entrada

 
entry
 
Imprimeix
;
 
-- canal d'entrada

 
end
 
Automata
 
;

 
task
 
body
 
Automata
 
is
 
-- l'activació s'inicia en completar la inicialització de l'objecte que l'enclou

 
Estat
:
 
T_ESTAT
 
:=
 
T_ESTAT
'
First
 
;

 
-- use SB_Buf ;

 
begin

 
loop

 
select

	
when
 
Estat
 
<
 
T_ESTAT
'
Last
 
=>

		
accept
 
Llegeix
(
ch
:
 
in
 
Character
)
 
do

 
SB_Buf
.
Append
(
sb_buf2
,
 
ch
)
 
;

 
TextIO
.
Put
(
ch
);
 
-- fem l'eco 

		
end
 
Llegeix
 
;

		
Estat
 
:=
 
Estat
 
+
1
 
;

 
or

 
when
 
Estat
 
=
 
T_ESTAT
'
Last
 
=>

	 
accept
 
Imprimeix
 
do

 
TextIO
.
New_Line
 
;

		
SB_Buf_IO
.
Put
(
sb_buf2
)
 
;

	 
end
 
Imprimeix
 
;

 
or
 
 
terminate
;
 
-- acaba quan hi ha una opció ''terminate'' oberta

 
-- i no hi ha entrades pendents 

 
-- i totes les tasques (fils d'execució) estan igual 

 
-- i el procés principal enllesteix.

 
-- o bé, en comptes d'acabar, especificar un lapse de temps i les accions a prendre

 
delay
 
1.0
;
 
TextIO
.
New_Line
 
-- termini i accions subseqüents al venciment

 
end
 
select
 
;

 
end
 
loop
 
;

 
end
 
Automata
 
;

begin

 
for
 
i
 
in
 
str1
'
Range
 
loop

 
Automata
.
Llegeix
(
str1
(
i
))
 
;

 
delay
 
0.2
 
;

 
end
 
loop
 
;

 
Automata
.
Imprimeix
 
;

end
 
prova
 
;

```

```
gnatmake
 
prova.adb
./prova

```

### Transferència de control asíncrona
Càlculs abortables per venciment de terminis o altres esdeveniments esmentats a la clàusula select. Detalls a la documentació.
```
select

 
-- ''delay or triggering statement''

 
delay
 
5.0
;

 
Put_Line
(
"El càlcul no convergeix"
);

then
 
abort

 
-- Aquest càlcul està limitat en temps pel termini prèviament esmentat

 
Càlcul_que_pot_excedir_el_temps_tolerable
(
X
,
 
Y
)
 
;

end
 
select
;

```

### protected- Exclusió mútua i accés condicionat
La construcció protected aporta coherència al manteniment d'estructures compartides per diferents fils d'execució.
Aporta un monitor a l'estructura per garantir l'exclusió mútua dels fils d'execució que executin els membres exportats de l'estructura.
Les clàusules Entry permeten condicionar el desblocatge d'execució (monitor) a una condició expressada en la clàusula when.
```
-- fitxer prova.adb -- procés cua d'esdeveniments

with
 
Ada.Text_IO
 
;

with
 
Ada.Containers.Doubly_Linked_Lists
 
;

procedure
 
Prova
 
is

 
package
 
TextIO
 
renames
 
Ada.Text_IO
 
;

 
type
 
TEsdeveniment
 
is
 
(
SUCCES_A
,
 
SUCCES_B
,
 
FINAL
)
 
;

 
package
 
TEsdeveniment_IO
 
is new
 
Ada.Text_IO.Enumeration_IO
 
(
TEsdeveniment
)
 
;

 
package
 
Cua_Esdev
 
is new
 
Ada.Containers.Doubly_Linked_Lists
 
(
TEsdeveniment
);
 
-- cua de dos caps, il·limitada

----------------

 
protected
 
Cua_Protegida
 
is

 
procedure
 
Afegir
(
Esdev
: 
TEsdeveniment
);
 
-- procedure (no bloca) (cua és il·limitada) 

 
entry
 
Retirar_Primer
(
Esdev
: 
out
 
TEsdeveniment
);
 
-- entry (pot blocar) (Retirar_Primer requereix cua no buida)

 
private

 
Cua
:
 
Cua_Esdev
.
List
 
;

 
end
 
Cua_Protegida
;
 

 
protected
 
body
 
Cua_Protegida
 
is

 
procedure
 
Afegir
(
Esdev
: 
TEsdeveniment
)
 
is

 
begin

 
Cua_Esdev
.
Append
(
Cua
,
 
Esdev
)
 
;

 
end
 
Afegir
;

 
entry
 
Retirar_Primer
 
(
Esdev
: 
out
 
TEsdeveniment
)
 
-- canal d'entrada 

 
when
 
not
 
Cua_Esdev
.
Is_Empty
(
Cua
)
 
is
 
-- requeriment d'accés

 
begin

 
Esdev
 
:=
 
Cua_Esdev
.
First_Element
(
Cua
)
 
;

 
Cua_Esdev
.
Delete_First
(
Cua
)
 
;

 
end
 
Retirar_Primer
;

 
end
 
Cua_Protegida
 
;

----------------

 
task
 
Processa_Esdeveniments
;
 
-- no exporta res

 
task
 
body
 
Processa_Esdeveniments
 
is

 
Es_Final
:
 
Boolean
 
:=
 
False
 
;

 
begin

 
while
 
not
 
Es_Final
 
loop

 
declare

 
Esdev
:
 
TEsdeveniment
 
;

 
begin

 
Cua_Protegida
.
Retirar_Primer
(
Esdev
)
 
;

 
TEsdeveniment_IO
.
Put
(
Esdev
)
 
;

 
TextIO
.
New_Line
 
;

 
Es_Final
 
:=
 
Esdev
 
=
 
FINAL
 
;

 
end
 
;

 
end
 
loop
 
;

 
end
 
Processa_Esdeveniments
 
;

begin

 
Cua_Protegida
.
Afegir
 
(
SUCCES_A
)
 
;

 
Cua_Protegida
.
Afegir
 
(
SUCCES_B
)
 
;

 
delay
 
1.0
 
;

 
Cua_Protegida
.
Afegir
 
(
FINAL
)
 
;

end
 
Prova
 
;

```

```
gnatmake
 
prova.adb
./prova

```

### Allotjament dinàmic i Memòria d'àmbit
Vegeu #Gestió de memòria
```
-- fitxer prova_mem.ads

package
 
Prova_Mem
 
is

 
procedure
 
Prova
 
;

end
 
Prova_Mem
 
;

```

```
-- fitxer prova_mem.adb

with
 
Ada.Text_IO
 
;

with
 
Ada.Unchecked_Deallocation
 
;

with
 
System.Pool_Local
 
;

with
 
Ada.Exceptions
 
;

package
 
body
 
Prova_Mem
 
is

 
package
 
Except
 
renames
 
Ada.Exceptions
 
;

 
package
 
Txt_IO
 
renames
 
Ada.Text_IO
 
;

 
package
 
Int_IO
 
is new
 
Ada.Text_IO.Integer_IO
 
(
Integer
)
 
;

 
package
 
Boolean_IO
 
is new
 
Ada.Text_IO.Enumeration_IO
 
(
Boolean
)
 
;

 
procedure
 
Prova
 
is

 
type
 
Tipus
 
is
 
array
 
(
1.
.
1000
)
 
of
 
Integer
;

 
type
 
Ptr_A_Tipus
 
is
 
access
 
Tipus
;

 
Local_Pool
 
:
 
System
.
Pool_Local
.
Unbounded_Reclaim_Pool
;
 
-- memòria d'àmbit.

 
for
 
Ptr_A_Tipus
'
Storage_Pool
 
use
 
Local_Pool
 
;

 
procedure
 
Free_Ptr_A_Tipus
 
is
 
new
 
Ada
.
Unchecked_Deallocation
 
(
Tipus
,
 
Ptr_A_Tipus
);

 
subtype
 
Ptr_No_Nul_A_Tipus
 
is
 
not
 
null
 
Ptr_A_Tipus
 
;

 
A
 
:
 
Ptr_A_Tipus
;

 
procedure
 
Allotja
 
is

 
begin

	
A
 
:=
 
new
 
Tipus
'(
others
=>
10
);
 
-- allotja i inicialitza

 
end
 
Allotja
;

 
procedure
 
DesAllotja
 
is

 
begin

	
Free_Ptr_A_Tipus
 
(
A
);

 
end
 
DesAllotja
;

 
procedure
 
Comprova_Nul
 
(
B
: 
Ptr_A_Tipus
)
 
is

 
begin

 
Txt_IO
.
Put
 
(
"Que és nul el punter? "
)
 
;

 
Boolean_IO
.
Put
 
(
B
 
=
 
null
)
 
;

 
Txt_IO
.
New_Line
 
;

 
end
 
Comprova_Nul
 
;

 
procedure
 
Imprimeix_Elem
 
(
B
: 
Ptr_No_Nul_A_Tipus
)
 
is
 
-- restringit pel subtipus, dispara exc. Constraint_Error

 
-- procedure Imprimeix_Elem (B: not null access Tipus) is -- alternativa

 
vec
:
 
Tipus
 
;

 
begin

 
vec
 
:=
 
B
.
all
 
;

 
Txt_IO
.
Put
 
(
"El primer elem. és"
)
 
;

 
Int_IO
.
Put
 
(
vec
(
1
),
 
Width
 
=>
 
4
)
 
;

 
Txt_IO
.
New_Line
;
 
 
end
 
Imprimeix_Elem
 
;

 
begin

 
Allotja
 
;

 
A
.
all
 
:=
 
(
others
 
=>
 
20
)
 
;

 
Comprova_Nul
(
A
)
 
;

 
Imprimeix_Elem
(
A
)
 
;

 
Allotja
 
;

 
DesAllotja
;
 
-- A queda ''null''

 
Comprova_Nul
(
A
)
 
;

 
begin

 
Imprimeix_Elem
(
A
)
 
;

 
exception

 
when
 
Constraint_Error
 
=>
 
Txt_IO
.
Put_Line
 
(
"Restricció ''not null'' fallida: El punter era nul"
)
 
;

 
when
 
E
:
 
others
 
=>
 
Txt_IO
.
Put_Line
 
(
"disparada: "
 
&
 
Except
.
Exception_Name
 
(
E
));

 
end
 
;

 
Allotja
 
;

 
end
 
Prova
;
 
-- el Local_Pool queda fora d'àmbit i se'n reclama la memòria

end
 
Prova_Mem
 
;

```

```
-- fitxer principal.adb

with
 
Prova_Mem
 
;

procedure
 
Principal
 
is

begin

 
Prova_Mem
.
Prova
 
;

end
 
;

```

```
gnatmake
 
principal.adb
./principal

```

### O.O. - Finalització controlada - Estructura amb component allotjat dinàmicament i comptador de referències
Classe d'objectes amb Finalització controlada, derivats de la classe abstracta Ada.Finalization.Controlled. Mètodes cridats automàticament:
- Initialize: cridat en les declaracions sense inicialització
- Finalize: cridat en deslligar l'objecte de la variable, perquè, o bé se li ha assignat un altre valor a la variable, o bé la variable surt de l'àmbit
- Adjust: cridat en lligar un objecte a una variable a les assignacions, després de la còpia superficial (bit a bit) de l'objecte, per si cal clonar els membres referits per punters o si cal portar un comptador de referències.

Vegeu #Constructors, Destructors i Clonadors.
```
-- fitxer controlat.ads

with
 
Carrega
 
;

with
 
Ada.Finalization
;
 

package
 
Controlat
 
is

 
use
 
Carrega
 
;

 
type
 
Objecte
 
is
 
new
 
Ada
.
Finalization
.
Controlled
 
with
 
-- classe derivada de ''Ada.Finalization.Controlled''

 
record

 
Ptr_A_La_Meva_Carrega
:
 
Carrega
.
Ptr_A_Carrega
 
:=
 
null
 
;

 
end record
;

private

 
procedure
 
Initialize
(
Obj
: 
in
 
out
 
Objecte
);
 
-- constructor buit (cridat quan no hi ha inicialització en la declaració)

 
procedure
 
Adjust
(
Obj
: 
in
 
out
 
Objecte
);
 
-- constructor de còpia (ajustatge després de còpia superficial)

 
procedure
 
Finalize
 
(
Obj
: 
in
 
out
 
Objecte
);
 
-- cridat en sortir de l'àmbit o quan l'obj. es deslliga de la variable quan és modificada

end
 
Controlat
;

```

```
-- fitxer controlat.adb

with
 
Ada.Text_IO
;
 

package
 
body
 
Controlat
 
is

 
package
 
Txt_IO
 
renames
 
Ada.Text_IO
 
;

 
package
 
Int_IO
 
is new
 
Ada.Text_IO.Integer_IO
 
(
Integer
)
 
;

 
procedure
 
Initialize
(
Obj
: 
in
 
out
 
Objecte
)
 
is
 
-- constructor buit 

 
begin

 
Txt_IO
.
Put
(
"Initialize:"
);
 

 
Obj
.
Ptr_A_La_Meva_Carrega
 
:=
 
Carrega
.
Nova_Carrega
 
(
Id
 
=>
 
1
);
 
 
Txt_IO
.
New_Line
 
;

 
end
;

 
procedure
 
Adjust
(
Obj
: 
in
 
out
 
Objecte
)
 
is
 
-- constructor de còpia (ajustatge després de còpia superficial bit a bit)

 
begin

 
Txt_IO
.
Put
(
"Adjust :"
);
 

 
Carrega
.
Incr_Refs
(
Obj
.
Ptr_A_La_Meva_Carrega
)
 
;

 
Txt_IO
.
New_Line
 
;

 
end
;

 
procedure
 
Finalize
 
(
Obj
: 
in
 
out
 
Objecte
)
 
is
 
-- en sortir de l'àmbit o en ésser deslligat de la ref.

 
refs
:
 
Natural
 
;

 
begin

 
Txt_IO
.
Put
(
"Finalize :"
);
 
 
if
 
not
 
Carrega
.
Es_Nul
 
(
Obj
.
Ptr_A_La_Meva_Carrega
)
 
then
 

 
Carrega
.
Decr_Refs
(
Obj
.
Ptr_A_La_Meva_Carrega
,
 
refs
)
 
;

 
if
 
refs
 
=
 
0
 
then

	
Carrega
.
Allibera_Carrega
 
(
Obj
.
Ptr_A_La_Meva_Carrega
)
 
;

	
Txt_IO
.
Put
(
"; Desallotjat"
)
 
;

 
end
 
if
 
;

 
end
 
if
 
;

 
Txt_IO
.
New_Line
 
;

 
end
;

end
 
Controlat
;

```

- La càrrega

```
-- fitxer carrega.ads

with
 
Ada.Unchecked_Deallocation
;
 

package
 
Carrega
 
is

 
type
 
Carrega
 
is
 
private
 
;

 
type
 
Ptr_A_Carrega
 
is
 
access
 
Carrega
 
;

 
function
 
Nova_Carrega
 
(
Id
: 
integer
)
 
return
 
Ptr_A_Carrega
 
;

 
function
 
Es_Nul
(
ptr_carr
: 
Ptr_A_Carrega
)
 
return
 
Boolean
 
;

 
procedure
 
Incr_Refs
 
(
ptr_carr
: 
in
 
Ptr_A_Carrega
)
 
;

 
procedure
 
Decr_Refs
 
(
ptr_carr
: 
in
 
Ptr_A_Carrega
;
 
refs
: 
out
 
Natural
)
 
;

 
procedure
 
Allibera_Carrega
 
(
ptr_carr
: 
in
 
out
 
Ptr_A_Carrega
)
 
;

 
private

 
type
 
Carrega
 
is
 
record
 
 
Id
:
 
Integer
 
;

 
Num_Refs
:
 
Natural
 
:=
 
1
 
;

 
end record
 
;

 
procedure
 
Free_Carrega
 
is
 
new
 
Ada
.
Unchecked_Deallocation
 
(
Carrega
,
 
Ptr_A_Carrega
);

end
 
Carrega
;

```

```
-- fitxer carrega.adb

with
 
Ada.Text_IO
;
 

package
 
body
 
Carrega
 
is

 
package
 
Txt_IO
 
renames
 
Ada.Text_IO
 
;

 
package
 
Int_IO
 
is new
 
Ada.Text_IO.Integer_IO
 
(
Integer
)
 
;

 
function
 
Nova_Carrega
 
(
Id
: 
integer
)
 
return
 
Ptr_A_Carrega
 
is

 
Ptr
:
 
Ptr_A_Carrega
 
:=
 
null
 
;

 
begin

 
Ptr
 
:=
 
new
 
Carrega
'(
Id
 
=>
 
Id
,
 
others
 
=>
 
<>);
 
-- ''<>'': valors per defecte

 
Txt_IO
.
Put
(
" Càrrega Id.: "
);
 
Int_IO
.
Put
(
Id
,
 
4
)
 
;

 
Txt_IO
.
Put
(
" Refs: "
);
 
Int_IO
.
Put
(
Ptr
.
all
.
Num_Refs
,
 
4
)
 
;

 
Txt_IO
.
New_Line
 
;

 
return
 
Ptr
 
;

 
end
 
Nova_Carrega
 
;

 
function
 
Es_Nul
(
ptr_carr
: 
Ptr_A_Carrega
)
 
return
 
Boolean
 
is

 
begin

 
return
 
ptr_carr
 
=
 
null
 
;

 
end
 
;

 
procedure
 
Incr_Refs
 
(
ptr_carr
: 
in
 
Ptr_A_Carrega
)
 
is

 
begin

 
ptr_carr
.
all
.
Num_Refs
 
:=
 
ptr_carr
.
all
.
Num_Refs
 
+
1
 
;

 
Txt_IO
.
Put
(
" Càrrega Id.: "
);
 
Int_IO
.
Put
(
ptr_carr
.
all
.
Id
,
 
4
)
 
;

 
Txt_IO
.
Put
(
" Refs: "
);
 
Int_IO
.
Put
(
ptr_carr
.
all
.
Num_Refs
,
 
4
)
 
;

 
end
 
;

 
procedure
 
Decr_Refs
 
(
ptr_carr
: 
in
 
Ptr_A_Carrega
;
 
refs
: 
out
 
Natural
)
 
is

 
begin

 
if
 
ptr_carr
.
all
.
Num_Refs
 
>
 
0
 
then

 
ptr_carr
.
all
.
Num_Refs
 
:=
 
ptr_carr
.
all
.
Num_Refs
 
-
1
 
;

 
end
 
if
 
;

 
refs
 
:=
 
ptr_carr
.
all
.
Num_Refs
 
;

 
Txt_IO
.
Put
(
" Càrrega Id.: "
);
 
Int_IO
.
Put
(
ptr_carr
.
all
.
Id
,
 
4
)
 
;

 
Txt_IO
.
Put
(
" Refs: "
);
 
Int_IO
.
Put
(
ptr_carr
.
all
.
Num_Refs
,
 
4
)
 
;

 
end
 
;

 
procedure
 
Allibera_Carrega
 
(
ptr_carr
: 
in
 
out
 
Ptr_A_Carrega
)
 
is

 
begin

 
Free_Carrega
(
ptr_carr
)
 
;

 
end
 
;

end
 
Carrega
;

```

- Provatura:

```
-- fitxer principal.adb

with
 
Carrega
 
;

with
 
Controlat
 
;

with
 
Ada.Finalization
;
 

with
 
Ada.Text_IO
 
;

procedure
 
Principal
 
is

 
package
 
Txt_IO
 
renames
 
Ada.Text_IO
 
;

 
use
 
Controlat
 
;

 
obj1
:
 
Controlat
.
Objecte
;
 
-- Sense inicialitzar, ''Initialize'' s'executa

begin

 
declare
 
-- àmbit intern fet a posta per a l'exemple

 
obj2
:
 
Controlat
.
Objecte
 
:=
 
(
Ada
.
Finalization
.
Controlled
 
 
with
 
Ptr_A_La_Meva_Carrega
 
=>
 
Carrega
.
Nova_Carrega
 
(
Id
 
=>
 
2
));
 
-- ''Initialize'' no actúa

 
obj3
:
 
Controlat
.
Objecte
 
:=
 
(
Ada
.
Finalization
.
Controlled
 
 
with
 
Ptr_A_La_Meva_Carrega
 
=>
 
Carrega
.
Nova_Carrega
 
(
Id
 
=>
 
3
));
 
-- ''Initialize'' no actúa

 
begin

 
Txt_IO
.
New_Line
;
 
Txt_IO
.
Put_Line
(
"-- obj2 := obj3 -- finalitza objecte de la var obj2; adjust objecte de la var obj3"
)
 
;

 
obj2
 
:=
 
obj3
;
 

 
Txt_IO
.
New_Line
;
 
 
Txt_IO
.
Put_Line
(
"-- sortida àmbit intern, variables obj2 i obj3 surten del seu àmbit"
)
 
;

 
end
;
 
-- sortida de l'àmbit, 

 
Txt_IO
.
New_Line
;
 
 
Txt_IO
.
Put_Line
(
"-- sortida àmbit extern, variable obj1 surt de l'àmbit"
)
 
;

end
 
Principal
;

```

Compila i executa:
```
gnatmake
 
principal.adb
./principal

```

dona:
```
Initialize: Càrrega Id.: 1 Refs: 1

 Càrrega Id.: 2 Refs: 1
 Càrrega Id.: 3 Refs: 1

-- obj2 := obj3 -- finalitza objecte de la var obj2; adjust objecte de la var obj3
Finalize : Càrrega Id.: 2 Refs: 0; Desallotjat
Adjust : Càrrega Id.: 3 Refs: 2

-- sortida àmbit intern, variables obj2 i obj3 surten del seu àmbit
Finalize : Càrrega Id.: 3 Refs: 1
Finalize : Càrrega Id.: 3 Refs: 0; Desallotjat

-- sortida àmbit extern, variable obj1 surt de l'àmbit
Finalize : Càrrega Id.: 1 Refs: 0; Desallotjat

```